# Journal des artistes
Ne doit pas être confondu avec Le Journal des arts ou Le Journal des artistes (1827).
Le Journal des artistes est un périodique hebdomadaire français fondé à Paris en 1882 et disparu en 1909.

## Histoire

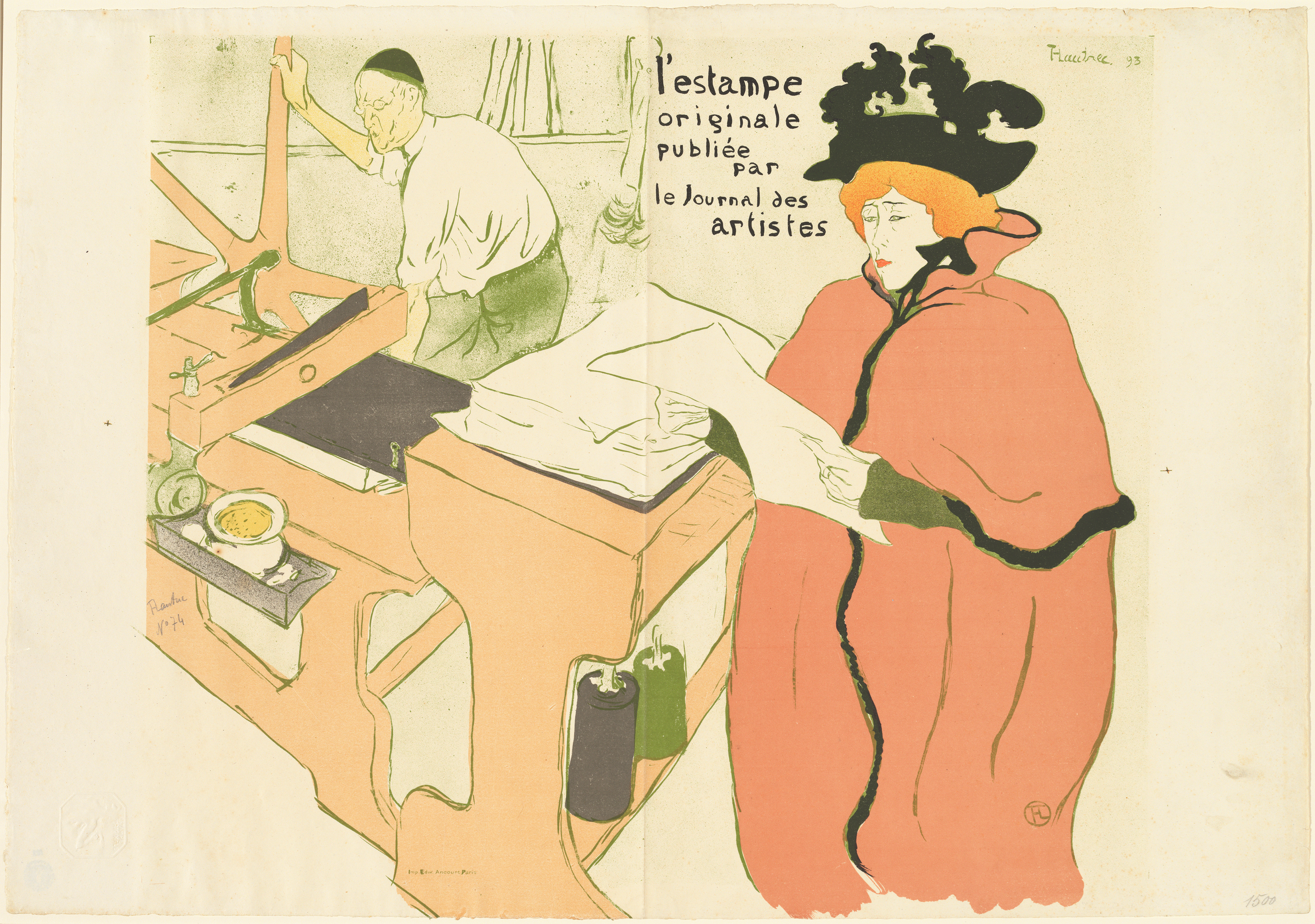
« L'Estampe originale publié par le Journal des artistes », lithographie de Henri de Toulouse-Lautrec, 1893.

Se voulant l'héritier du Journal des artistes et des amateurs (1827-1870), le Journal des artistes est lancé le mercredi 10 mai 1882 par Alphonse Bouvret à Paris, au 5 avenue de l'Opéra, avant de migrer au 33-34 de la galerie Vivienne, près du théâtre du même nom fondé par le même Bouvret. La numérotation a la particularité de redémarrer au numéro un à la première semaine de janvier. Le périodique informe ses lecteurs sur la vie artistique en France de manière générale, et sous-titre bientôt peintres, sculpteurs, graveurs, architectes et ouvriers d'art - revue hebdomadaire des beaux-arts et des arts décoratifs - expositions & concours, théâtre, livres. En 1883, des dessins y font leur apparition, signés Hippolyte Devillers (dit Jean Rolle, vers 1840-1907). En janvier 1885, la page de titre est illustrée, pour la première fois, par Henri Boutet. En 1887, Arsène Alexandre, Léon Durocher, Roger Marx, Léon Roger-Milès, entrent à la rédaction, quand Paul Duprey succède à Henry Esmont. En 1890, le journal se fait l'écho des déclarations de Hélène Bertaux, qui milite pour que les femmes artistes soient plus visibles et présentes dans les salons officiels et fassent leur entrée aux Beaux-Arts de Paris. En 1891, Alfred Ernst y signe l'un des premiers articles de fond sur Auguste Rodin. L'année suivante, la rédaction migre au 33 rue du Dragon, Bouvret est remplacé par Alfred Chauvin qui embauche André Marty comme secrétaire de rédaction ; celui-ci est élu directeur en 1893, et commande à George Auriol un titre illustré, accueillant dans ses pages de nombreux artistes liés à l'art nouveau et recrute Maurice Baud comme critique ; puis il est remplacé par l'écrivain Henry Bataille en 1895, qui donne au support une tournure plus littéraire. Après un intérim assuré par Raoul Sertat, c'est Henry Hamel qui prend la direction du journal le 14 août 1898. En 1900, est absorbée La Revue d'art. Après la mort de Hamel en 1906, le journal, dirigé par Georges Meusnier et Émile Fracnel, passe du 4 rue Rameau au 22 rue Saint-Augustin, puis se rapproche de La Revue des beaux-arts, prend comme titre complet Journal des artistes et la revue populaire des beaux-arts, Le Moniteur des arts, La Revue des beaux-arts et des lettres, La Revue d’art réunis, et disparaît après le 19 décembre 1909.